# John Malvern
John Malvern (falecido em 1442) foi um cónego de Windsor de 1408 a 1416.

## Carreira
Ele foi nomeado:
- Reitor de St Dunstan-in-the-East 1402-1422
- Prebendário de Chamberlainwood em São Paulo 1406-1422
- Diretor da Capela Livre de Santa Maria, Jesmond, Newcastle upon Tyne 1416-1421

Ele foi nomeado para a terceira bancada na Capela de São Jorge, Castelo de Windsor, em 1408, e ocupou o cargo de canonista até 1416.